# Arthur Gold
Arthur Gold né le 6 février 1917 (Toronto), mort le 3 janvier 1990 est un pianiste canadien.

## Biographie
Il étudie avec Josef Lhévinne à la Juilliard School à New York, puis forme un duo de piano avec Robert Fizdale avec lequel il donne un premier récital en 1944 à la New school for social research. Le répertoire pour piano préparé forme l'essentiel de leur répertoire. Dédicataire de la Sonate pour deux pianos de Poulenc, du Carnaval à la Nouvelle-Orléans de Darius Milhaud, de la partita de Georges Auric, il crée avec Fizdale des œuvres de John Cage et le concerto pour deux pianos de Luciano Berio.